# PCSX2
PCSX2 – darmowe otwarte oprogramowanie, wydawane na licencji GNU GPL. Program jest emulatorem konsoli Sony PlayStation 2.  PCSX2 został napisany w języku C/C++ i dostępny jest na systemy operacyjne Microsoft Windows i Linux. Prędkość działania gier jest na chwilę obecną w miarę zadowalająca, choć większość gier wciąż działa w lekkim spowolnieniu. W tej chwili emulator jest kompatybilny z ponad dwoma tysiącami tytułów, całkowicie grywalnych. Lista wszystkich kompatybilnych gier dostępna jest na oficjalnej stronie emulatora.